# Franska kvarteren
De franska kvarteren (engelska: French Quarter), kallas också Vieux Carré, är den äldsta stadsdelen i staden New Orleans. Efter att New Orleans (franska: La Nouvelle-Orléans) grundades 1718 av Jean-Baptiste Le Moyne de Bienville, utvecklades staden kring Vieux Carré ("Gamla torget" på svenska), ett centralt torg. Distriktet kallas idag i folkmun för det franska kvarteret, eller "Kvarteret", som relaterar till förändringar i staden med amerikansk immigration efter Louisianaköpet 1803. De flesta av de bevarade historiska byggnaderna byggdes antingen i slutet av 1700-talet under stadens period av spanskt styre eller under första hälften av 1800-talet efter USA:s köp och förstatligande.
Området som helhet har utsetts till ett nationellt historiskt minnesmärke, med många bidragande byggnader som separata anses betydelsefulla.

## Historia

### 1600- och 1700-talet
Fransmännen gjorde anspråk på Louisiana på 1690-talet, och Jean Baptiste Le Moyne de Bienville utsågs till generaldirektör med ansvar för att utveckla en koloni i territoriet, och grundade New Orleans 1718. År 1721 ritade den kungliga ingenjören Adrien de Pauger stadens gatulayout. Han döpte gatorna efter franska kungahus och katolska helgon, och hyllade Frankrikes härskande familj, Huset Bourbon, med namnet Bourbon Street. New Orleans överläts till spanjorerna 1763 efter sjuårskriget. Den stora branden i New Orleans 1788 och en annan år 1794 förstörde 80 procent av stadens byggnader, nästan alla de franska kvarteren härstammar från slutet av 1790-talet och framåt.
Spanjorerna införde strikta nya brandkoder som förbjöd träbeklädnad till förmån för brandbeständigt tegel, som var täckt med stuck och målad i pastellfärger. De gamla franska torntaken ersattes med platta tegeltak, men den fortfarande till stor del franska befolkningen fortsatte att bygga i liknande stilar, influerade av den koloniala arkitekturen i Karibien, såsom träbalkonger och gallerier. (I sydöstra Louisiana görs en skillnad mellan "balkonger", som är självbärande och fästa vid sidan av byggnaden, och "gallerier", som stöds från marken av stolpar eller pelare.)

### 1800-talet

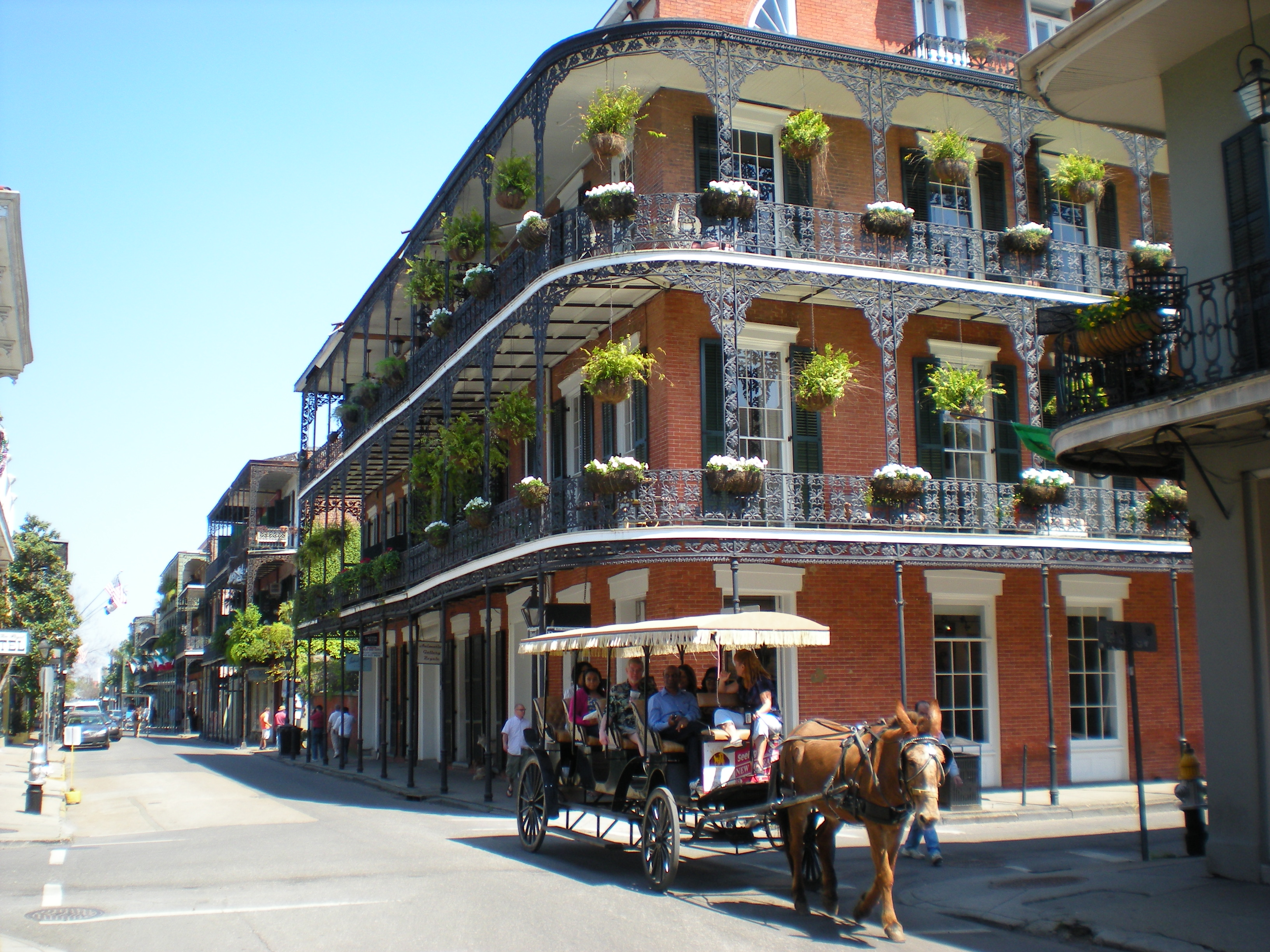
Utarbetade gallerier i järnverk i hörnet av gatorna Royal och St. Peter

När engelskspråkiga amerikaner började flytta in efter Louisianaköpet 1803, byggde de mestadels på tillgänglig mark uppför floden, tvärs över dagens Canal Street. Denna genomfartsväg blev mötesplatsen för två kulturer, den ena frankofon kreol och den andra engelskspråkig amerikansk. (Lokala markägare hade anlitat arkitekten och lantmätaren Barthelemy Lafon för att dela upp sin fastighet för att skapa en amerikansk förort). Medianen av den breda boulevarden blev en plats där de två omstridda kulturerna kunde mötas och göra affärer på både franska och engelska. Som sådan blev det känt som den "neutrala marken", och detta namn används fortfarande för medianer i New Orleans-området.
Under 1800-talet liknade New Orleans andra sydliga städer genom att dess ekonomi baserades på att sälja avsalugrödor, såsom socker och tobak. År 1840 gjorde nykomlingar vars rikedom kom från dessa företag New Orleans till den tredje största storstaden i landet. Stadens hamn var landets näst största, med New York som den största.
Utvecklingen av New Orleans berömda utsmyckade "gallerier" i gjutjärn började med exemplen på två våningar på Pontalba-byggnaderna på Jackson Square, färdigställda 1851. Som den mest framstående och högklassiga adressen vid den tiden, satte de ett mode för andra att följa, och flervånings gjutjärnsgallerier ersatte snart de gamla franska träet på äldre byggnader såväl som prydande nya.

### 1900-talet

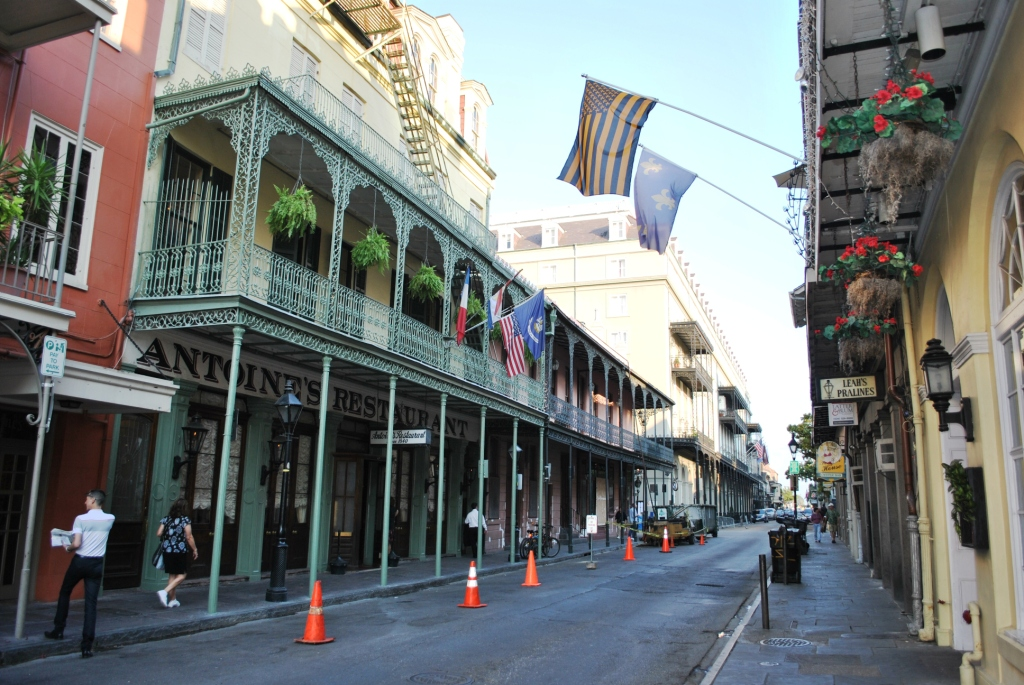
Gallerier som introducerades efter 1851.

Redan före inbördeskriget hade franska kreoler blivit en minoritet i de franska kvarteren.  I slutet av 1800-talet blev kvarteret en mindre fashionabel del av staden, och många invandrare från södra Italien och Irland bosatte sig där. Från 1884 till 1924 anlände uppskattningsvis 290 000 italienska immigranter, en stor del av dem från Sicilien, till New Orleans och bosatte sig i de franska kvarteren, som fick smeknamnet "Lilla Palermo". År 1905 uppskattade den italienska konsuln att en tredjedel till hälften av kvarterets befolkning var italienskfödda eller andra generationens italienska amerikaner. Irländska invandrare bosatte sig också tungt i Esplanadområdet, som kallades "Irish Channel". 
År 1917 förflyttade stängningen av Storyville mycket av den verksamhet som tidigare varit koncentrerad till nöjeskvarteren tillbaka till de franska kvarteren, som "för de flesta av de återstående franska kreolska familjerna... blev droppen, och de började flytta upp till stan." Detta, i kombination med förlusten av det franska operahuset två år senare, gav dödsstöten till den tydligt franskt kreolska kulturen i stadsdelen. Många av de återstående franska kreolerna flyttade till universitetsområdet. 
I början av 1900-talet lockade kvarterets billiga hyror och förfallande atmosfär till en bohemisk konstnärlig gemenskap, en trend som blev uttalad på 1920-talet. Många av dessa nya invånare var aktiva i de första bevarandeinsatserna i kvarteret, som började runt den tiden.  Som ett resultat inrättades Vieux Carré-kommissionen (VCC) 1925, med Elizabeth Werlein i spetsen. Även om det till en början bara var ett rådgivande organ, gav en folkomröstning 1936 för att ändra Louisianas konstitution ett mått av reglerande makt. Det började utöva mer makt på 1940-talet för att bevara och skydda distriktet. 

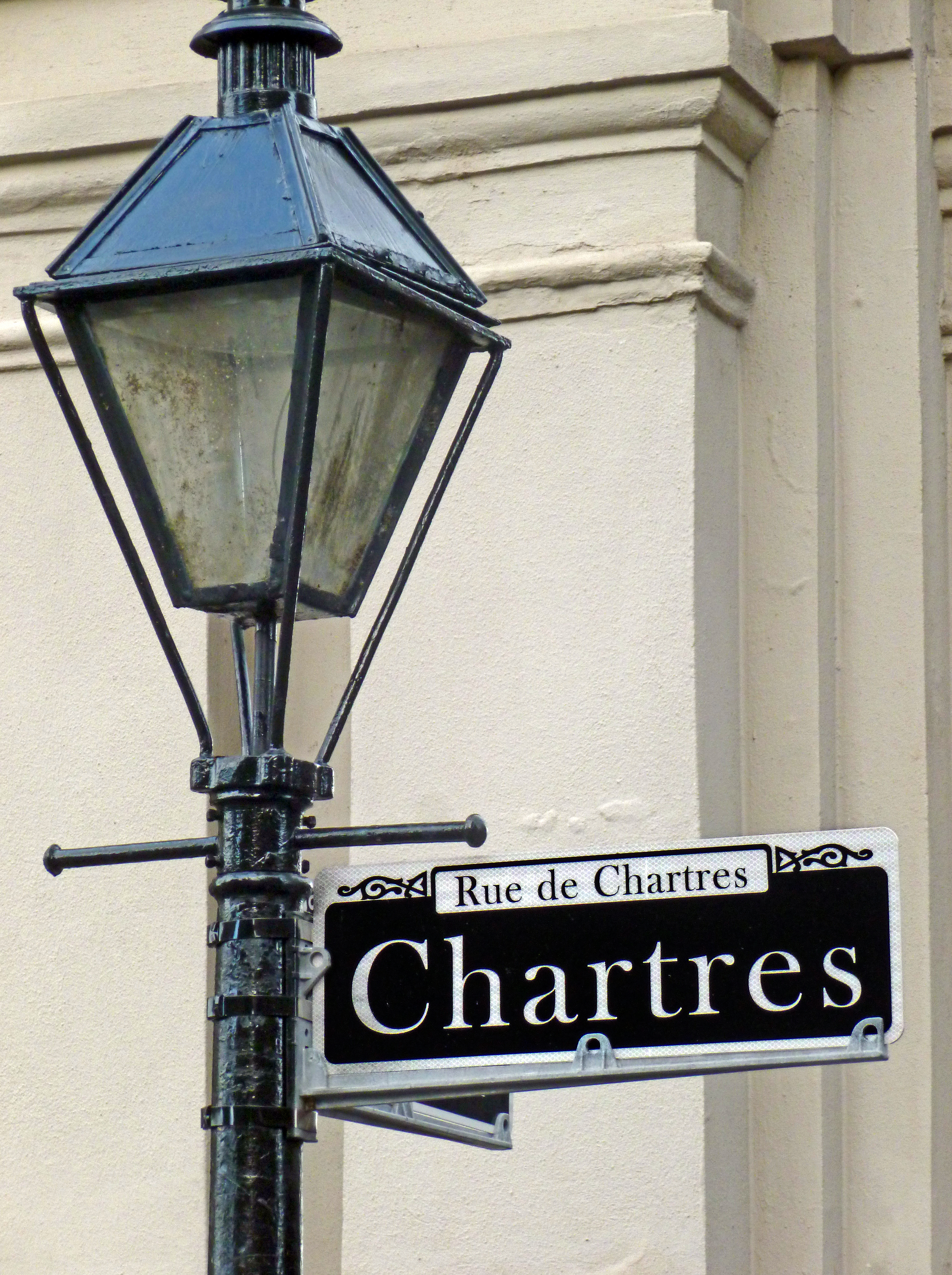
En gatlykta och skylt i French Quarter-delen av New Orleans, LA.

### Följderna av orkanen Katrina
Som med andra delar av staden som utvecklats före slutet av 1800-talet, och på högre mark som föregick New Orleans vallsystem, förblev de franska kvarteren i stort sett torra efter orkanen Katrina. Dess höjd är 1,5 meter över havet.  Vissa gator hade mindre översvämningar och flera byggnader fick betydande vindskador. De flesta av de stora landmärkena fick endast mindre skador.  Dessutom undkom kvarteret till stor del plundringarna och våldet som inträffade efter stormen; nästan alla antikaffärer och konstgallerier i de franska kvarteren, till exempel, var orörda.

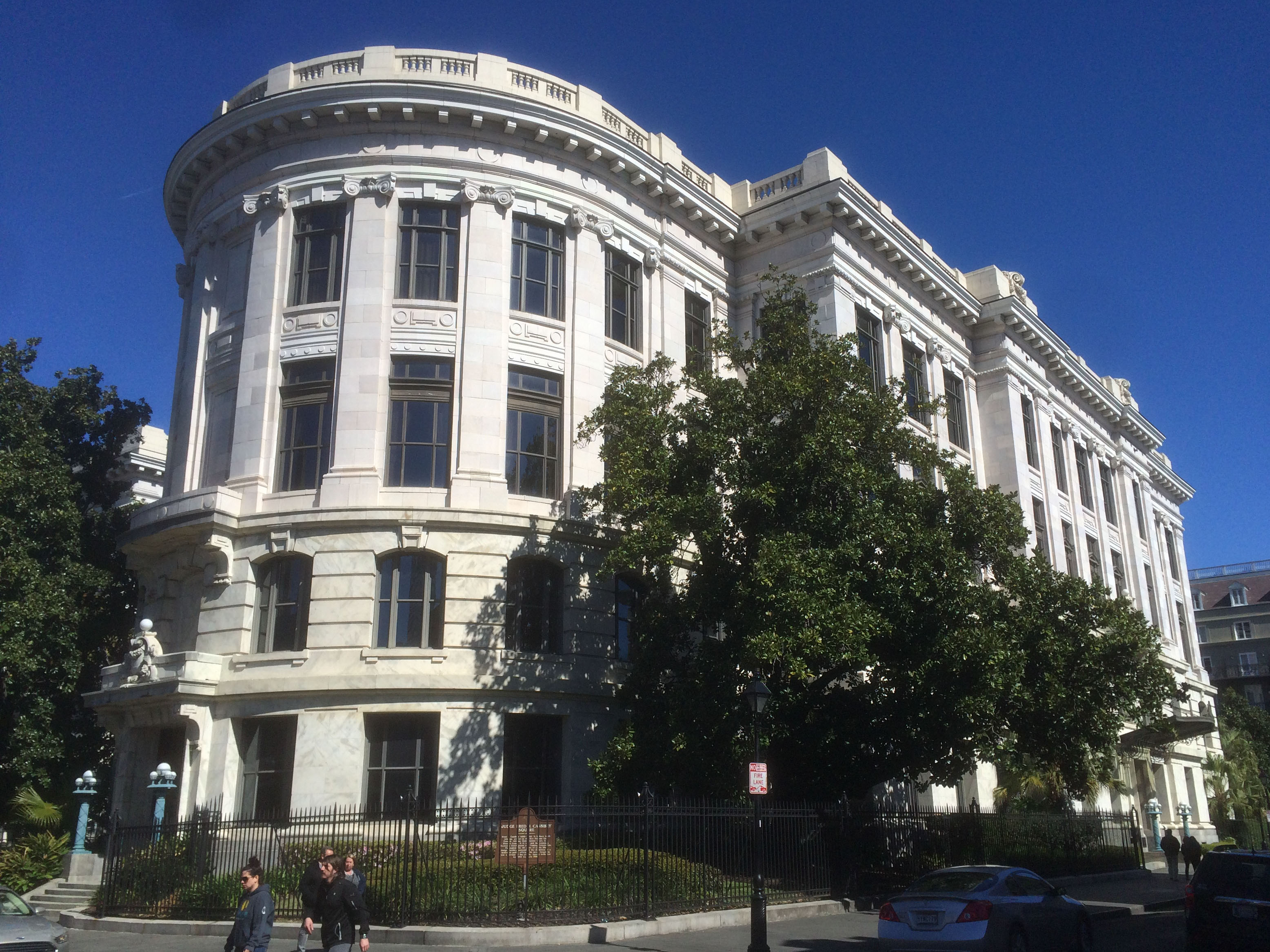
Byggnaden till Louisianas högsta domstol.

Borgmästare Ray Nagin öppnade officiellt de franska kvarteren igen den 26 september 2005 (nästan en månad efter stormen), för företagare att inspektera sin egendom och städa upp. Inom några veckor hade ett stort urval av franska kvarterets verksamheter öppnat igen. The Historic New Orleans Collections Williams Research Center Annex var den första nybyggnaden som färdigställdes i de franska kvarteren efter orkanen Katrina. 
År 2020 föreslog borgmästaren i New Orleans LaToya Cantrell att man skulle sluta använda bilar i de franska kvarteren.

## Geografi
Det franska kvarteret ligger på 29°57′31″N 90°03′54″W och har en höjd på 0,3 meter.  Enligt United States Census Bureau har distriktet en total yta av 1,7 km2. Av dessa är 1,3 km2 land och 0,4 km2 (25,76%) vatten.

### Gränser
Den vanligaste definitionen av de franska kvarteren inkluderar all mark som sträcker sig längs Mississippifloden från Canal Street till Esplanade Avenue (13 kvarter) och inåt landet till North Rampart Street (sju till nio kvarter). Det motsvarar en yta på 78 kvadratiska kvarter. Vissa definitioner, såsom stadsplaneringslagar, utesluter de fastigheter som vetter mot Canal Street, som redan hade byggts om när arkitektoniskt bevarande övervägdes, och sektionen mellan Decatur Street och floden, varav mycket hade länge tjänat industri- och lagerfunktioner.
Alla förändringar av strukturer i de återstående kvarteren är föremål för granskning av Vieux Carré-kommissionen som avgör om förslaget är lämpligt för distriktets historiska karaktär. Dess gränser enligt definitionen av stadsbyggnadskommissionen är: Esplanade Avenue i norr, Mississippifloden i öster, Canal Street, Decatur Street och Iberville Street i söder och Basin Street , St. Louis Street och North Rampart Street till västerut.

### Närliggande kvarter
- Faubourg Marigny (öst)
- Central Business District (väst)
- Iberville (norr)
- Tremé (norr)

## Demografi
Sedan folkräkningen 2000 fanns det 4 176 personer, 2,908 hushåll och 509 familjer som bodde i stadsdelen. Befolkningstätheten var 3 212 /km 2. Från folkräkningen 2010 fanns det 3 813 personer, 2 635 hushåll och 549 familjer som bodde i stadsdelen.

## Utbildning
Orleans Parish School Board (OPSB) sköter det offentliga skolsystemet.
Det romersk-katolska ärkestiftet i New Orleans driver katolska skolor i området. Cathedral Academy, ursprungligen St. Louis Cathedral School, låg i de franska kvarteren.  Det öppnade 1914 och hade en byggnad som var skild från församlingens. År 2012 beslutade ärkestiftet att stänga skolan. Den hade 156 elever 2012, och ärkestiftets kriterium för optimal inskrivning i en K–7 var 200. St. Stephen School i Uptown New Orleans erbjöd platser till St. Louis Cathedral-studenter. Föräldrar till barn som gick på katedralakademin  uttalade motstånd mot stängningen.